# Semna

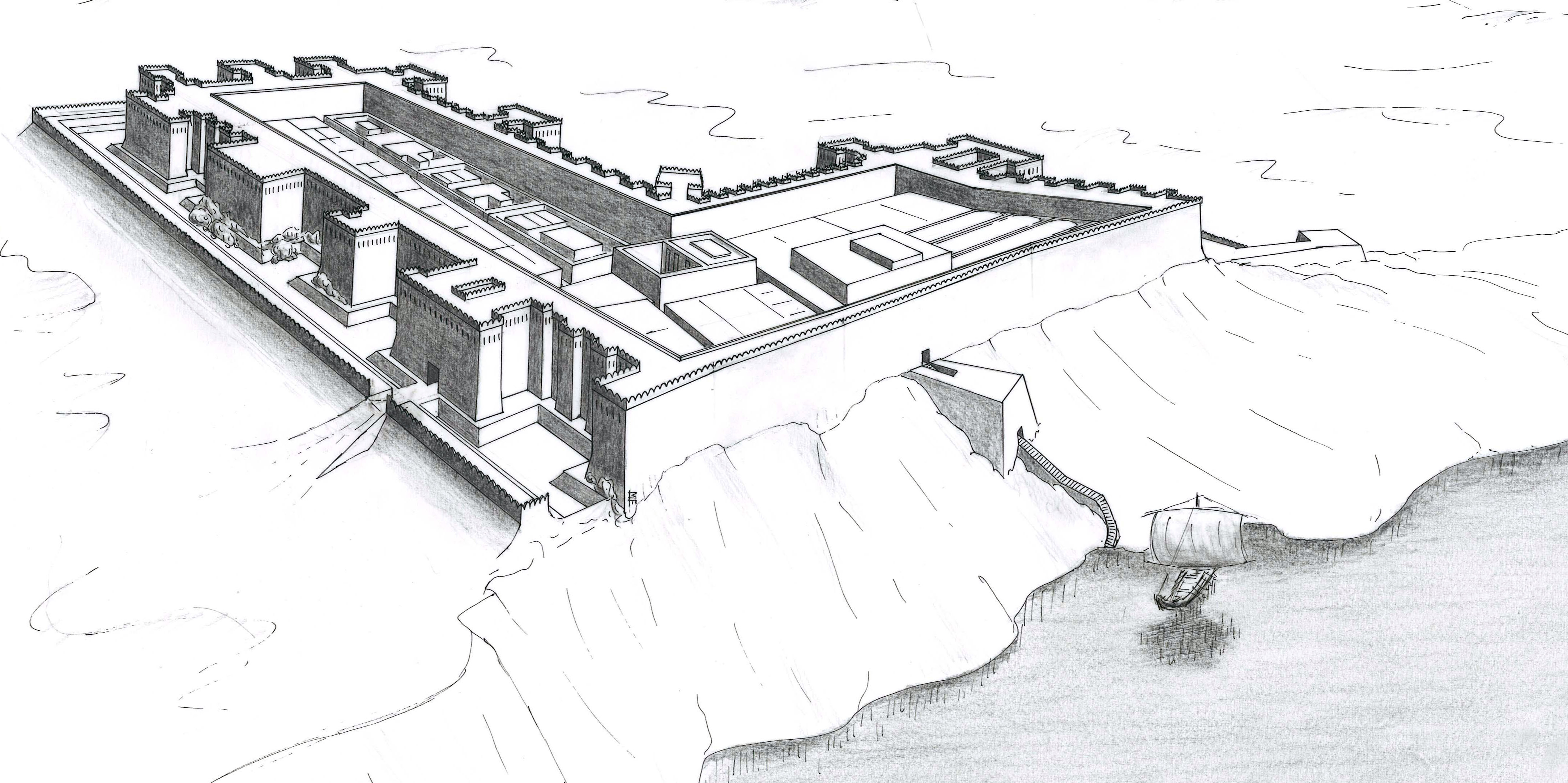
Dibujo de la fortaleza de Semna oeste.

Semna fue un establecimiento de carácter militar egipcio en Nubia, situado unos 50 km al sur de la segunda catarata del Nilo y de Buhen, y a unos 30 km de la fortaleza menor de Mirgissa. Estaba en la ribera occidental del Nilo, donde actualmente se encuentra Batn al-Hajjar, una población del Sudán. Aquí, en el extremo sur del Antiguo Egipto, se encontraba el barranco Semna, la parte más estrecha del valle del Nilo. En esta ubicación estratégica, los faraones de la dinastía XII (1985-1795 a. C.) levantaron un grupo de cuatro fortalezas construidas con adobe: Semna, Kumma, Semna Sur y Uronarti (todas cubiertas por las aguas del lago Nasser tras la finalización de la presa de Asuán en 1971). Semna fue el asentamiento más meridional dominado por los egipcios en Nubia durante el Imperio Medio, y en ella se llevaban a cabo funciones administrativas de aduana y comerciales.
Comenzó a utilizarse en el reinado de Sesostris I (1965-1920 a. C.) en la orilla oeste del Nilo, y fue fortificada por Sesostris III hacia 1850 a. C., o poco tiempo después. Fue evacuada durante la invasión de los hicsos, hacia 1650 a. C.  

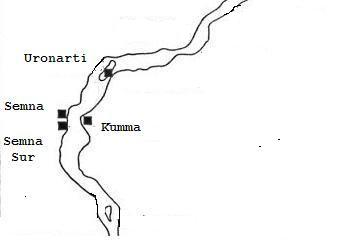
Fortalezas de la segunda catarata del Nilo.

Esta fortaleza estaba protegida por las dos fortificaciones erigidas en Kumma y Semna Sur al objeto de asegurar el control de la frontera meridional del reino. Enfrente, junto a la catarata de Semna se edificó la fortaleza de Kumma, y un kilómetro más al sur fue construida la fortaleza conocida como Semna sur. Dado que en la práctica todo el tráfico entraba en Egipto por el Nilo, este era el lugar ideal para una estación de aduanas. Se controlaba los barcos y a los trabajadores que deseaban entrar en Egipto:

Ningún negro puede sobrepasar esta posición excepto cuando lleve consigo bueyes, cabras u ovejas.
Estela de Sesostris III

Semna y Kumma también sirvieron como asentamiento militar, donde Sesostris III acantonó las tropas con las que invadió Nubia. En ambas fortalezas hay restos de templos, casas y necrópolis que datan del Imperio Nuevo (1550-1069 a. C.), lo que habría sido más o menos contemporáneo con ciudades de Nubia como Amara y Sesebisudla, cuando la región de la segunda catarata se había convertido en parte del Imperio egipcio en lugar de limitarse a una zona fronteriza. 
La fortaleza rectangular Kumma, la de Semna en forma de L y la menor Semna Sur fueron investigadas por el arqueólogo americano George Reisner en 1924 y 1928.
Los templos de Dedun y Sesostris III fueron salvados y reconstruidos en el Museo nacional de Sudán.